# Estació de Can Clota
Can Clota és una estació de les línies T1, T2 i T3 de la xarxa del Trambaix situada sobre el carrer Laureà Miró al barri de Can Clota d'Esplugues de Llobregat i es va inaugurar el 3 d'abril de 2004 amb l'obertura del Trambaix.
| Trambaix               |               |                               |                  |                        |
| Procedència/Destinació | <             | Línia                         | >                | Procedència/Destinació |
| Francesc Macià         | Ca n'Oliveres |                               | Pont d'Esplugues | Bon Viatge             |
| Francesc Macià         | Ca n'Oliveres | Llevant - les Planes          | Pont d'Esplugues |                        |
| Francesc Macià         | Ca n'Oliveres | Sant Feliu - Consell Comarcal | Pont d'Esplugues |                        |